# ゴルガ (イタリア)
ゴルガ（伊: Gorga ）は、イタリア共和国ラツィオ州ローマ県にある、人口約700人の基礎自治体（コムーネ）。

## 地理

### 位置・広がり
ローマ県南東部のコムーネ。

#### 隣接コムーネ
隣接するコムーネは以下の通り。括弧内のFRはフロジノーネ県所属を示す。
- アナーニ (FR)
- カルピネート・ロマーノ
- ガヴィニャーノ
- モンテラーニコ
- モローロ (FR)
- ズグルゴラ (FR)
- スピーノ (FR)

### 気候分類・地震分類
ゴルガにおけるイタリアの気候分類 (it) および度日は、zona E, 2547 GGである。
また、イタリアの地震リスク階級 (it) では、zona 2B (sismicità media) に分類される。

## 行政

### 山岳部共同体
広域行政組織である山岳部共同体 XVIII Comunità dei Monti Lepini  (it) に属する。